# اقتصاد السنغال
السنغال بلد الريف في الغالب وذات موارد طبيعية محدودة، ولذا فإن السنغال تكسب نقدها الأجنبي من صيد الأسماك التجاري والفوسفات والفول السوداني، والسياحة، والخدمات. وقطاع الزراعة في السنغال عرضة للتغيرات في معدلات سقوط الأمطار والتغيرات أسعار السلع الأساسية في العالم. العاصمة السابقة لأفريقيا الغربية الفرنسية، هي أيضاً موطن للبنوك وغيرها من المؤسسات التي تخدم جميع غرب أفريقيا الفرنكوفونية، وهي مركز للشحن والنقل في المنطقة.
حلّت السنغال في المرتبة 93 في مؤشر الابتكار العالمي عام 2023، متقدمة من المرتبة 96 في عام 2019،ثم تقدّمت إلى المركز 92 في مؤشر عام 2024.

## التاريخ
انكمش نصيب الفرد من الناتج المحلي الإجمالي في السنغال بنسبة 1.30٪ في 1960. ثم سجل ذروة نمو بلغت 158٪ في السبعينيات، وزادت بنسبة 43٪ في الثمانينيات. وثم  تقلص بنسبة 40٪ في التسعينيات.

### الإصلاحات الاقتصادية في التسعينيات
منذ تخفيض قيمة الفرنك في يناير 1994، تم دعم الاقتصاد من قبل صندوق النقد الدولي، والبنك الدولي، لتسهيل النمو عن طريق تقليص دور الحكومة في الاقتصاد، وتحسين إدارة القطاع العام، وتعزيز الحوافز للقطاع الخاص، والحد من الفقر.
نفذت السنغال برنامج إصلاح اقتصادي جذري. وبدأ هذا الإصلاح بتخفيض 50٪ من قيمة الفرنك. وكان لتخفيض قيمة العملة عواقب وخيمة، لأن معظم السلع الأساسية كانت مستوردة. فبين عشية وضحاها، تضاعفت أسعار السلع مثل الحليب والأرز والأسمدة والآلات. ونتيجة لذلك، عانت السنغال من نزوح جماعي كبير. وبعد الانكماش الاقتصادي بنسبة 2.1 ٪ في عام 1993، حققت السنغال تحولًا مهمًا، حيث بلغ متوسط نمو الناتج المحلي الإجمالي أكثر من 5 ٪ سنويًا خلال الفترة 1995-2004. وتم تخفيض التضخم السنوي إلى أقل من 10٪.

## الوضع الحالي

### التجارة الخارجية والاستثمار
استقر إنتاج الفوسفات، ثاني أكبر مصدر للعملات الأجنبية، عند حوالي 95 مليون دولار أمريكي. وبلغت صادرات منتجات الفول السوداني 79 مليون دولار أمريكي في عام 2000 ومثلت 11٪ من إجمالي عائدات الصادرات. وارتفعت عائدات السياحة، رابع أكبر مصدر للعملات الأجنبية، حيث زار السنغال حوالي 500000 سائح  في عام 2000 وكسبوا البلاد 120 مليون دولار.
وتلعب الوكالة السنغالية الجديدة لتشجيع الاستثمار دورًا محوريًا في برنامج الاستثمار الأجنبي للحكومة. وهدفها هو زيادة معدل الاستثمار من مستواه الحالي البالغ 20.6٪ إلى 30٪. وفي الوقت الحالي، لا توجد قيود على تحويل أو إعادة رأس المال والدخل المكتسب  أو الاستثمار الممول بالعملات الأجنبية القابلة للتحويل. وتبلغ المساعدة الاقتصادية، حوالي 350 مليون دولار أمريكي في السنة، تأتي بشكل كبير من فرنسا، وصندوق النقد الدولي، والبنك الدولي، والولايات المتحدة، كندا، إيطاليا، اليابان، وألمانيا.
السنغال لديها مرافق ميناء متطورة ولكنها مكلفة ، ومطار دولي رئيسي يخدم 23 شركة طيران دولية ، وروابط اتصالات سلكية ولاسلكية مباشرة وموسعة مع المراكز العالمية الرئيسية.

### المديونية
مع دين خارجي يبلغ 2,495 مليون دولار أمريكي، ومع برنامج الإصلاح الاقتصادي الذي يسير على الطريق الصحيح، تأهلت السنغال لتخفيف عبء الديون. التقدم في الإصلاحات الهيكلية يسير على الطريق الصحيح، لكن وتيرة الإصلاحات لا تزال بطيئ. وتُظهر مؤشرات الاقتصاد الكلي أن السنغال حققت أداءً جيدًا في تحقيق أهداف صندوق النقد الدولي حيث ارتفع نمو الناتج المحلي الإجمالي إلى 5.7٪، مقارنة بـ 5.1٪ في عام 1999. وأفادت التقارير أن التضخم بلغ 0.7٪ مقارنة بـ 0.8٪ في عام 1999.

## الاقتصاد الكلي
هذا مخطط لاتجاه الناتج المحلي الإجمالي للسنغال بأسعار السوق المقدرة من قبل صندوق النقد الدولي مع أرقام بالفرنك غرب الأفريقي.
| السنة | إجمالي الناتج المحلي | سعر صرف الدولار الأمريكي | مؤشر التضخم (2000 = 100) |
| ----- | -------------------- | ------------------------ | ------------------------ |
| 1980  | 652,221              | 211.27 فرنك غرب أفريقي   |                          |
| 1985  | 1,197,462            | 449.32 فرنك غرب أفريقي   | 66                       |
| 1990  | 1,603,679            | 272.27 فرنك غرب أفريقي   | 66                       |
| 1995  | 2,309,091            | 499.15 فرنك غرب أفريقي   | 93                       |
| 2000  | 3,192,019            | 709.96 فرنك غرب أفريقي   | 100                      |
| 2005  | 4,387,230            | 526.55 فرنك غرب أفريقي   | 107                      |

يوضح الجدول التالي أهم المؤشرات الاقتصادية للفترة 1980-2017.
| السنة                                                                | 1980  | 1985   | 1990   | 1995  | 2000  | 2005  | 2006  | 2007  | 2008  | 2009   | 2010  | 2011  | 2012  | 2013  | 2014   | 2015  | 2016  | 2017  |
| -------------------------------------------------------------------- | ----- | ------ | ------ | ----- | ----- | ----- | ----- | ----- | ----- | ------ | ----- | ----- | ----- | ----- | ------ | ----- | ----- | ----- |
| الناتج المحلي الإجمالي بالدولار (تعادل القوة الشرائية)               | 4.63  | 6.87   | 8.99   | 11.24 | 14.94 | 21.08 | 22.26 | 23.98 | 25.35 | 26.16  | 27.61 | 28.71 | 30.55 | 32.15 | 34.07  | 36.67 | 39.64 | 43.24 |
| نصيب الفرد من الناتج المحلي الإجمالي بالدولار (تعادل القوة الشرائية) | 816   | 1,049  | 1,184  | 1,285 | 1,512 | 1,873 | 1,926 | 2,020 | 2,077 | 2,084  | 2,138 | 2,158 | 2,229 | 2,277 | 2,342  | 2,448 | 2,572 | 2,726 |
| نمو الناتج المحلي الإجمالي                                           | 0.8 % | 3.3 %  | −0.7 % | 5.4 % | 3.2 % | 5.6 % | 2.5 % | 5.0 % | 3.7 % | 2.4 %  | 4.3 % | 1.9 % | 4.5 % | 3.6 % | 4.1 %  | 6.5 % | 6.7 % | 7.2 % |
| التضخم                                                               | 8.8 % | 13.0 % | 0.3 %  | 8.1 % | 0.8 % | 1.7 % | 2.1 % | 5.9 % | 6.3 % | −2.2 % | 1.2 % | 3.4 % | 1.4 % | 0.7 % | −1.1 % | 0.1 % | 0.9 % | 1.4 % |
| الدين                                                                | ...   | ...    | ...    | ...   | 74 %  | 46 %  | 22 %  | 23 %  | 24 %  | 34 %   | 36 %  | 41 %  | 43 %  | 47 %  | 54 %   | 57 %  | 60 %  | 61 %  |